# Крека
Крека (лат. Kreka; ? — не ранее 449 года) — одна из жён царя гуннов Аттилы, мать трёх его детей, в том числе и Эллака.

## Биография
Точное происхождение неизвестно, существуют версии о её тюркском, готическом или греческом происхождении.
Она была женой царя гуннов Аттилы и матерью трёх его детей, старший из которых Эллак в 448 году управлял частью подчинённого племени акациров. Возглавлявший в этот год посольство к гуннам, Приск Панийский навестил царицу в её дворце и вручил ей подарки, после чего она пригласила послов на обед у своего управляющего, где они присутствовали за столом в числе скифской знати.
Имя Крека имеет варианты, как Река или Эрека. В «Третьей песне о Гудрун» она получила имя Херкьи, являясь любовницей Атли, она занимается интригами против его жены Гудрун. От имени Крека произошло имя Река, которое считается популярным в Венгрии.